# Helmut Brümmer-Patzig
Helmut Brümmer-Patzig (* 26. Oktober 1890 in Danzig; † 11. März 1984, auch Helmut Patzig genannt) war ein deutscher U-Boot-Kommandant im Ersten und im Zweiten Weltkrieg.

## Kaiserliche Marine
Brümmer-Patzig trat als Mitglied der Crew 10 im April 1910 in die Kaiserliche Marine ein und wurde nach dem Durchlaufen der entsprechenden Ausbildung am 27. April 1913 zum Leutnant zur See befördert. Bis November 1915 diente er an Bord des Linienschiffs Pommern. Dann wechselte er zur U-Boot-Waffe. Von November 1915 bis September 1917 diente er als Wachoffizier auf U A und auf U 55. Am 22. März 1916 erfolgte seine Beförderung zum Oberleutnant zur See. Am 26. Januar 1918 übernahm er als Kommandant das U-Boot U 86.
Mit dem Namen Brümmer-Patzigs ist ein Kriegsverbrechen des Ersten Weltkriegs verbunden: Er befahl nach der Versenkung der als Hospitalschiff gekennzeichneten HMHS Llandovery Castle am 27. Juni 1918, die Überlebenden in den Booten zu erschießen, um die Zeugen der Tat zu beseitigen. Am 11. Juli 1918 wurde er mit dem Ritterkreuz des Hausordens von Hohenzollern mit Schwertern ausgezeichnet, nachdem er bereits das Eiserne Kreuz Zweiter (am 11. Mai 1916) und Erster Klasse (am 6. März 1917) erhalten hatte.
Am 1. August 1918 wechselte er auf U 90, das er bis zum Kriegsende befehligte. Mit diesen beiden Booten versenkte er insgesamt 24 Schiffe mit zusammen 89.318 BRT; ein weiteres Schiff mit 5189 BRT wurde beschädigt.
Nach Kriegsende wurde er im November 1919 verabschiedet, aber im Februar 1920 noch zum Kapitänleutnant a. D. befördert.

## Strafverfolgung
1921 sollte Brümmer-Patzig wegen der begangenen Kriegsverbrechen im Rahmen der Leipziger Prozesse vor dem Reichsgericht zur Verantwortung gezogen werden, entzog sich dem Verfahren aber durch Flucht. Er wurde zunächst in Abwesenheit zu vier Jahren Gefängnis verurteilt, die er jedoch nicht verbüßte. Seine wegen Mithilfe an der Beschießung von Rettungsbooten angeklagten Wachoffiziere, Oberleutnant zur See Ludwig Dithmar und Leutnant zur See John Boldt, wurden wegen Beihilfe zum Totschlag zu jeweils vier Jahren Gefängnis verurteilt. Zur Begründung erklärte das Reichsgericht, das Verbot der Tötung von wehrlosen Feinden und Schiffbrüchigen sei als einfache und allgemein bekannte völkerrechtliche Regel zu betrachten, über deren Anwendbarkeit kein Tatsachenzweifel bestehen könne, sodass sich die Offiziere nicht auf den Befehl ihres Vorgesetzten berufen konnten. Ein Wiederaufnahmeverfahren gegen Brümmer-Patzig von 1926 wurde am 20. März 1931 eingestellt, so dass sein begangenes Kriegsverbrechen ungesühnt blieb.

## Kriegsmarine
Im September 1937 wurde Brümmer-Patzig als Kapitänleutnant d.R. z.V. reaktiviert und am 1. Dezember 1939 zum Korvettenkapitän d.R. z.V. befördert. Von Februar bis Juni 1940 diente er im Stab des BdU, danach in weiteren Stabspositionen. Am 28. Januar 1941 übernahm er das U-Boot U D4. Dies war das ehemals niederländische O 26, das beim Luftangriff auf Rotterdam am 14. Mai 1940 in deutsche Hände gefallen war und am 23. Mai 1940 vom Stapel lief. Es wurde als Schul- und Versuchsboot bei der 1. U-Flottille, ab Mai 1941 bei der 3. U-Flottille und ab August 1941 bei der 5. U-Flottille, jeweils in Kiel, eingesetzt und unternahm keine Feindfahrten. Am 1. September 1940 erhielt Brümmer-Patzig die Wiederholungsspange 1939 zum Eisernen Kreuz 2. Klasse 1914. Am 15. Oktober 1941 übergab er das Boot an Korvettenkapitän Rudolf Singule und war dann bis März 1943 wieder im Stabsdienst. Von April 1943 bis 9. April 1945 war er Chef der 26. U-Flottille, einer Ausbildungsflottille, die bis Februar 1945 in Pillau, danach in Warnemünde lag. In dieser Position erhielt er am 20. April 1943 das Kriegsverdienstkreuz 2. Klasse mit Schwertern und wurde am 1. Februar 1944 zum Fregattenkapitän befördert.